# يابا (فلم)
يابا (بمعنى الجدة) (بالفرنسية: Yaaba) فيلم دراما بوركينابي من تأليف وإنتاج وإخراج إدريسا ويدراوغو سنة 1989.
فاز الفيلم بجائزة ساكورا الذهبية في مهرجان طوكيو السينمائي الدولي 1989. تم اختيار الفيلم لتمثيل بوركينا فاسو في جائزة الأوسكار لأفضل فيلم بلغة أجنبية خلال حفل توزيع جوائز الأوسكار الثاني والستون، ولكنه لم يُرشّح.
تناول المخرج السنغالي جبريل ديوب مامبيتي موضوع الفيلم في فيلمه الوثائقي لنتحدث جدتي (1989)، حيث تحدث بالخصوص عن مرحلة تصوير الفيلم بأسلوب وثائقي، مليء بالحكايات المُضحكة عن كواليس ومخاطر تصوير الأفلام في بوركينا فاسو.

## القصة
في أحد قرى بوركينا فاسو، يُقيم الفتى «بيلا» - ذو العشر سنوات - صداقة مع امرأة عجوز تُدعى سانا، التي اتهمتها قريتها بممارسة السحر، وأصبحت منبوذة عندهم، فقط بيلا من يحترمها ويُسميها «يابا» (أي الجدة).

## جوائز
- مهرجان كان السينمائي 1989: جائزة الاتحاد الدولي للنقاد السينمائيين
- مهرجان طوكيو السينمائي الدولي 1989: الجائزة الكبرى
- المهرجان الأفريقي للسينما والتلفزيون بواغادوغو سنة 1989: جائزة لجنة التحكيم الخاصة وجائزة الجمهور وجائزة أفضل موسيقى

## روابط خارجية
- مقالات تستعمل روابط فنية بلا صلة مع ويكي بيانات